# Carașova

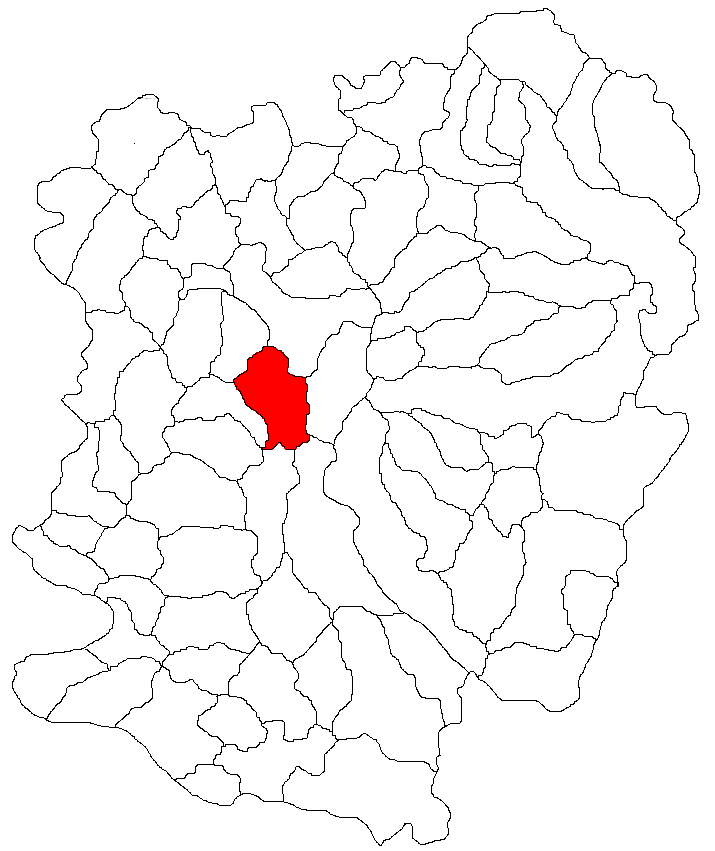
Lage der Gemeinde Carașova im Kreis Caraș-Severin

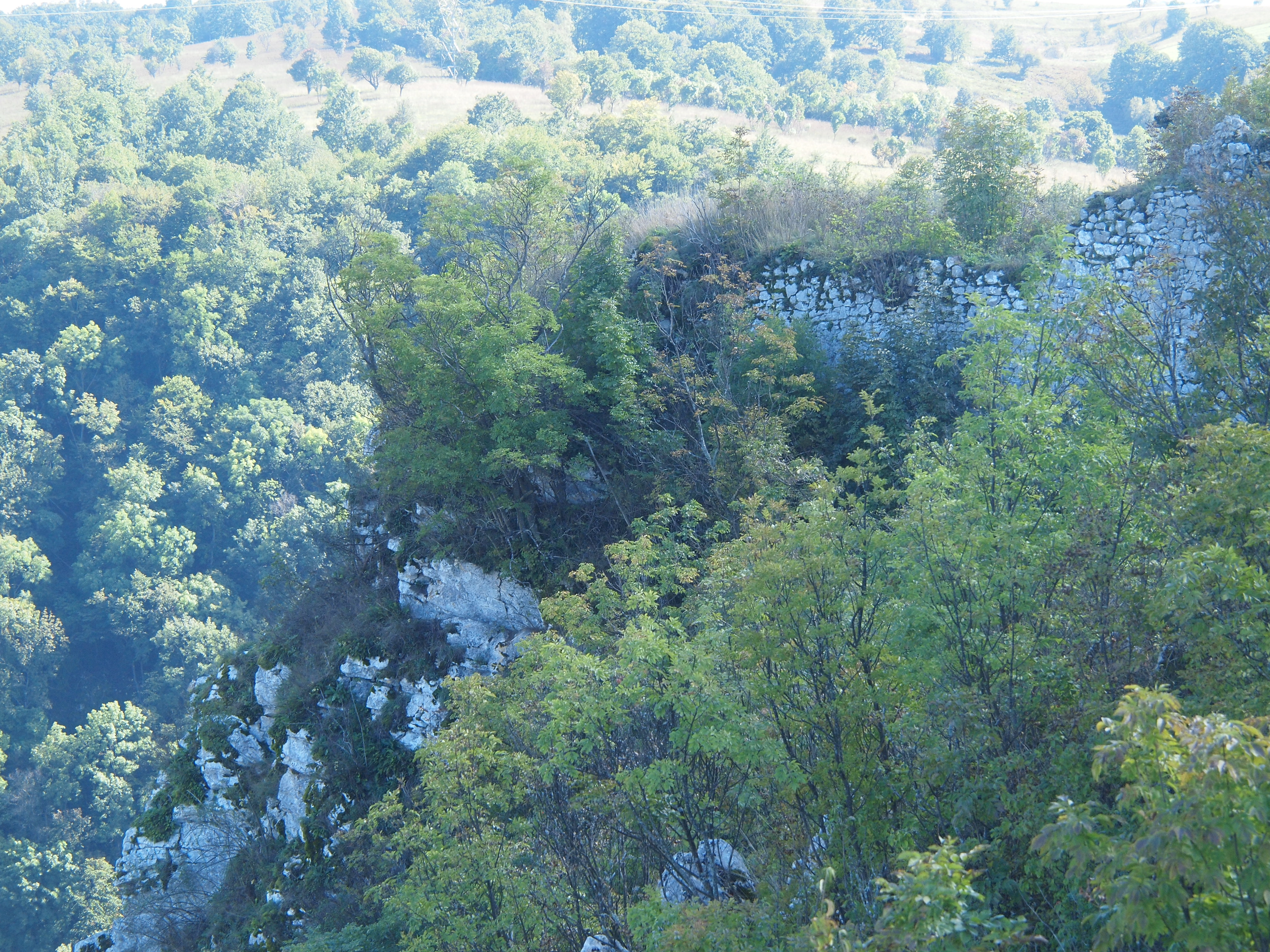
Festungsreste

Carașova (deutsch Karaschowa, ungarisch Krassóvár, kroatisch Krašova, Karaševo) ist eine Gemeinde im Kreis Caraș-Severin, Banat, Rumänien. Zur Gemeinde Carașova gehören auch die Dörfer Iabalcea und Nermed. Carașova ist ein slawisches Dorf, dessen Einwohner unter der Bezeichnung Kraschowaner bekannt sind.

## Geografische Lage
Carașova liegt im Zentrum des Kreises Caraș-Severin, in 15 Kilometer Entfernung von Reșița, an der Nationalstraße DN58 und an der Bahnstrecke Oravița-Anina. Die Entfernung zu Oravița beträgt 47 Kilometer und zu Anina 21 Kilometer. Carașova ist der Ausgangspunkt zu den wichtigsten touristischen Trassen des Nationalparks Semenic-Cheile Carașului.

## Nachbarorte
| Rafnic      | Nermed                                      | Iabalcea                              |
| Goruia      | Kompassrose, die auf Nachbargemeinden zeigt | Nationalpark Semenic-Cheile Carașului |
| Ciudanovița | Anina                                       | Nationalpark Semenic-Cheile Carașului |

## Geschichte
Karasow wurde 1332 erstmals in den päpstlichen Zehntlisten urkundlich erwähnt, als die Gemeinde zum Bistum Csanád gehörte. 1358 gab es zwei Dörfer Nog Carassou und Kyskarassou (deutsch: Groß Carassou und Kleinkarassou). 1550 erscheint Oppido Crasso und 1673 Karasevo in den Urkunden der Zeit. In den Aufzeichnungen des Gelehrten Luigi Ferdinando Marsigli gehört der Ort Karasevo zu dem Distrikt Werschetz. Von 1528 bis 1718 war das Banat unter osmanischer Herrschaft. Carașova gehörte von 1526 bis 1658 zum Lugosch-Karansebescher-Banat und von 1658 bis 1718 zum Temescher Vilâyet.
Auf der Josephinischen Landaufnahme von 1717 ist der Ort Karasova mit 400 Häusern eingetragen und war die drittgrößte Stadt des Banats, nach Timișoara und Caransebeș. Auf der Griselini-Karte von 1776 ist Carasova vermerkt. Nach dem Frieden von Passarowitz (1718), als das Banat eine Habsburger Krondomäne wurde, war Karaschowa Teil des Temescher Banats.
Nach dem Österreichisch-Ungarischen Ausgleich (1867) wurde das Banat dem Königreich Ungarn innerhalb der Doppelmonarchie Österreich-Ungarn angegliedert.
Im ersten Jahrzehnt des 20. Jahrhunderts fand das Gesetz zur Magyarisierung der Ortsnamen (Ga. 4/1898) Anwendung, einschließlich der Magyarisierung aller Toponyme auf Kartenwerken, Grundbuchauszügen und Stadtplänen. Die amtliche Ortsbezeichnung war Krassóvár. Die ungarischen Ortsbezeichnungen blieben bis zur Verwaltungsreform von 1923 im Königreich Rumänien gültig, als die rumänischen Ortsbezeichnungen eingeführt wurden.
Der Vertrag von Trianon am 4. Juni 1920 hatte die Dreiteilung des Banats zur Folge, wodurch Carașova an das Königreich Rumänien fiel.

## Festung Carașova
Die Geschichte des Dorfes ist eng mit der Geschichte der mittelalterlichen Festung verbunden. Die Festung, deren Ruinen heute noch zu sehen sind und unter dem Namen Turski Grat (deutsch: Türkenfestung) bekannt ist, befand sich auf einem 450 Meter hohen Felsen und wurde 1200 erstmals urkundlich als Castra regalis erwähnt. Im Laufe der Jahrhunderte tritt die Festung wie folgt in Erscheinung: 1247 Castrum Crassou, 1266 Castrum de Karassou, 1333 Karasow, 1358 Castrum regiae maiestatis Crassou, 1389, 1390, 1437 und 1520 Castellani de Crassofew. 1551 wurde die Festung von den Türken erobert, um 1595 wieder befreit zu werden. Danach verlor die Festung ihre strategische Bedeutung und trat nicht mehr in Erscheinung.

## Demografie
| 1880 | 4653 | 87  | 19 | 95  | 4452                |
| 1910 | 4264 | 52  | 41 | 134 | 4037                |
| 1930 | 3921 | 308 | 19 | 169 | 3425                |
| 1977 | 3829 | 131 | 6  | 21  | 3671                |
| 2002 | 3260 | 144 | 12 | 15  | 3088                |
| 2011 | 3110 | 246 | 7  | 10  | 2308                |
| 2021 | 2529 | 159 | 7  | 3   | 2360 (2187 Kroaten) |

## Touristische Attraktionen
- Nationalpark Semenic-Cheile Carașului
- Comarnic-Höhle